# سقوط ساروج
سقوط ساروج (انگلیسی: Fall of Saruj) در سال ۱۱۴۵، بخشی از روند سقوط دولت صلیبی ادسا توسط زنگیان در شامات بود. این حادثه پس از محاصره و سقوط ادسا در سال ۱۱۴۴ توسط عمادالدین زنگی به وقوع پیوست که در انتها عمادالدین موفق به تصرف شهر ساروج شد و پس از آن عازم قلعه بیره‌جک شد اما پس از سه ماه محاصره قلعه، از آنجا عقب نشست.